# 長春戰鬥
長春戰鬥發生於1932年8月1日－9日，地點則是在中國長春一帶。是抗日戰爭初期的主要戰鬥之一，交戰一方為國民革命軍所屬馬占山游擊隊，另一方則為駐軍滿洲的日本關東軍。自此，馬占山經常以游擊隊形式攻打遼西、營口等地。